# Tilh
 Tilh  (también así en occitano) es una población y comuna francesa, situada en la región de Aquitania, departamento de Landas, en el distrito de Dax y cantón de Pouillon.

## Demografía
| 818 | 770 | 730 | 794 | 746 | 749 |
| Para los censos de 1962 a 1999 la población legal corresponde a la población sin duplicidades (Fuente: INSEE [Consultar]) |     |     |     |     |     |